# ATAC (entreprise)

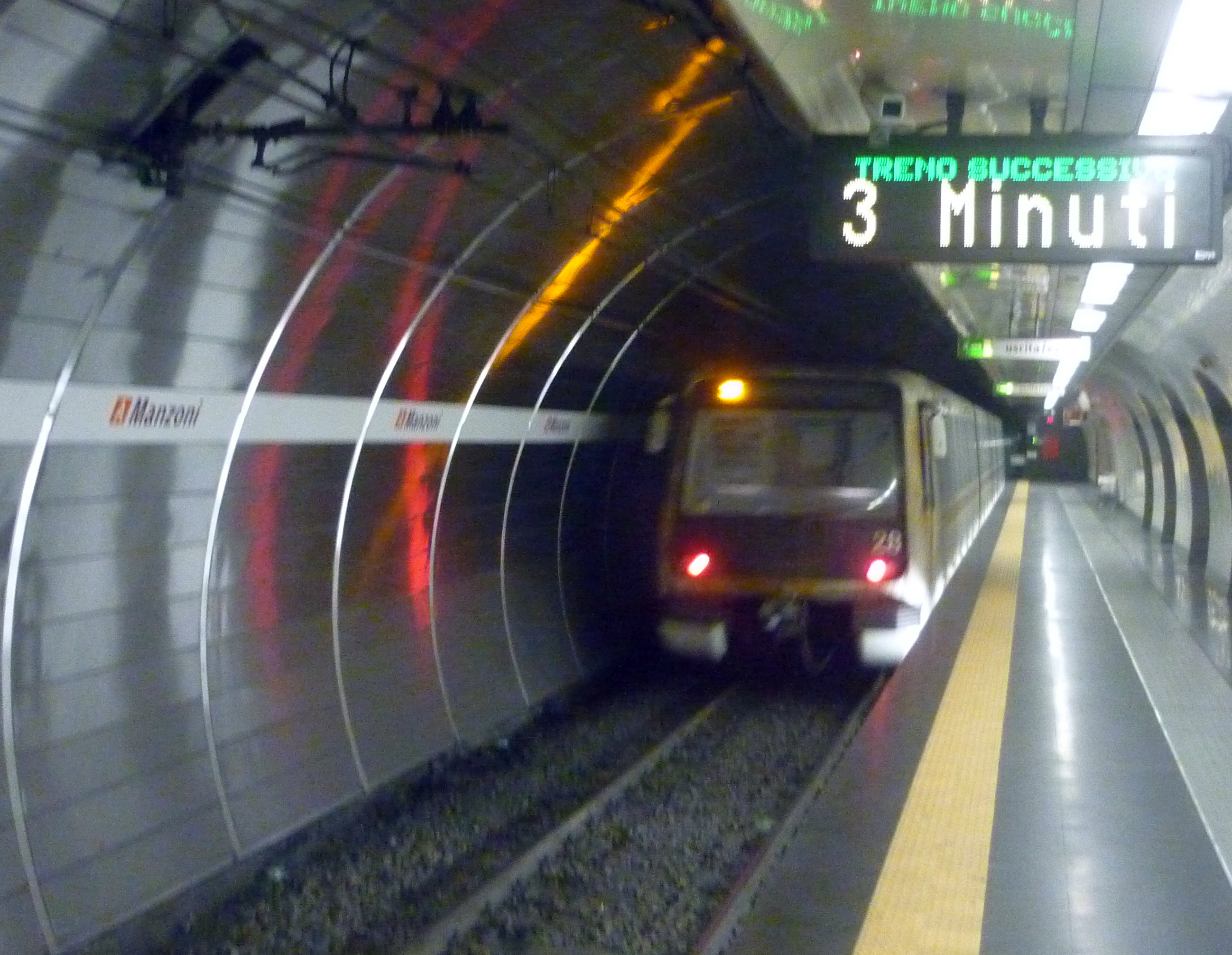
Station Manzoni linea A métro de Rome

Pour les articles homonymes, voir Atac et Airborne Tactical Advantage Company.
Pour l’article ayant un titre homophone, voir Attac.
L'ATAC (Société des transports de la ville de Rome, en italien, Azienda per i Trasporti Autoferrotranviari del Comune di Roma) est la société de transports de la zone urbaine de Rome et de certaines municipalités de la périphérie.
Durant l'année 2009, l'ATAC a transporté 1 148 966 529 passagers sur 243 lignes d'autobus, 2 lignes de trolleybus, 3 lignes de métro et 6 lignes de tramway.

## L'origine des transports de Rome avant 1909
Le premier service de transports publics dans la ville de Rome remonte à 1845 constitué d'un omnibus à chevaux qui allait de la Place Montanara jusqu'à la Basilique de Saint Paul, hors des murs de la ville. Après l'unité italienne en 1860 et avec le besoin croissant de moyens de transports publics, des entreprises privées commencèrent à gérer bon nombre de lignes. La première convention entre la commune de Rome et la "Società Romana degli Omnibus" (SRTO) - Société Romaine des Omnibus, pour l'exploitation d'un réseau structuré de transport public avec des omnibus à chevaux, fut signée en 1876.
À cette même période, le transport par tram commença à se développer. La première concession attribuée à Rome fut celle qui allait depuis la Piazza del Popolo jusqu'à Ponte Milvio le long de la Via Flaminia, en 1877. Les lignes étaient très nombreuses dont celle qui relia, à partir du 1er novembre 1879, le cimetière de Verano à la Gare de Roma Termini. Depuis la Porte San Lorenzo, cette ligne avait une correspondance avec la ligne 1 de tram Rome-Tivoli. La première ligne de tram électrifiée fut opérationnelle en 1895 sur le trajet entre Piazza San Silvestro - via Capo - Gare de Roma Termini.
En 1900, le réseau de transport public géré par SRTO - dans un régime de strict monopole, comprenait 10 lignes omnibus, 15 lignes de trams dont 11 électrifiées.

## L'ATAC: chronologie

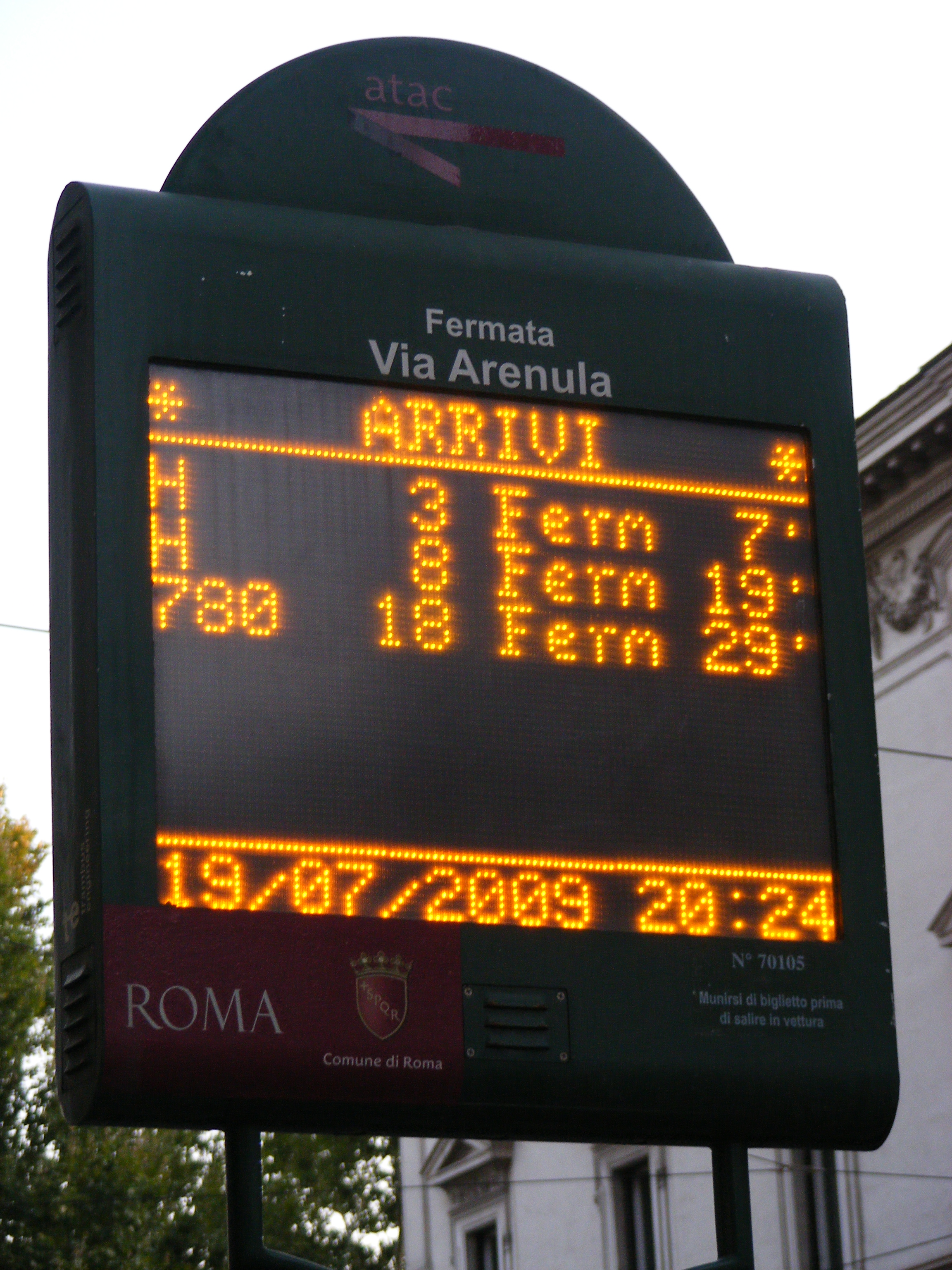
Panneau électronique qui renseigne sur les temps d'attente.

Fondée en 1909 sous le nom de AATM (Azienda Autonoma Tramviaria Municipale) à l'initiative du Maire de Rome de l'époque, Ernesto Nathan. L'entreprise change très rapidement de dénomination et devient ATM (Azienda Tramvie Municipali) et commence le service commercial le 21 mars 1911 avec la ligne III entre Piazza Colonna et Santa Croce in Gerusalemme. Les lignes ATM portaient des chiffres romains afin de bien les distinguer de celles de la SRTO qui poursuivait sa gestion des lignes urbaines de tram.
En 1919, ATM commence l'intégration progressive des lignes SRTO et absorbera complètement cette entreprise.
En 1926, Rome est gérée par un Gouverneur qui remplace le Maire. Deux ans plus tard, ATM devient ATG, avec M de municipal qui devient G de Gouvernorat.
Le 21 décembre 1929, SRTO disparaît définitivement. L'entreprise ne gérait plus qu'une seule ligne cette année-là. ATAG ayant repris l'ensemble du matériel et du personnel au fil des ans.
Le 1er janvier 1930 ATAG entreprend une réforme radicale du réseau romain. Toutes les lignes de tram sont supprimées dans le centre historique de la ville et remplacées par des autobus. Après cette réforme, le réseau est caractérisé par des lignes radiales qui partent du boulevard circulaire interne et qui sont reliées par un boulevard circulaire extérieur très en dehors de la ville. Depuis les terminaux de ces lignes radiales de tram, des lignes de bus de banlieue assurent les transports plus lointains. Cette disposition est devenue la caractéristique du réseau romain durant des décennies.
Le 8 janvier 1937 les deux premières lignes de trolleybus sont inaugurées, les lignes 137 et 138, dans le quartier Flaminio.
Le 9 août 1944, avec la fin de la dictature de Mussolini et le retour au statut de la Commune de Rome en lieu et place du Gouvernorat, l'ATAG devient ATAC et consacre tous ses efforts à la reconstruction du réseau et du parc véhicules. Durant les deux premières années de l'après-guerre, un service minimum est assuré par des véhicules légers et ce n'est qu'en février 1947 qu l'ATAC remettra en service les 6 premières lignes. Le retour à la densité du réseau tel qu'il était avant la guerre ne sera opérationnel qu'en 1948.
Durant les années 1950, on assiste à l'expansion du réseau de trolleybus au détriment de celui des trams, qui subira un rude coup quand, en 1960, pour préparer les Jeux Olympiques de Rome, de très nombreuses lignes de tram seront supprimées, dont celles des boulevards circulaires intérieurs et extérieurs, par une myriade d'autobus Fiat 410.
En juillet 1972, la dernière ligne de trolleybus 47 sera supprimée et le nombre de lignes de tram réduit. Le réseau ATAC est quasi exclusivement desservi par des autobus.
En 2000, le fonctionnement de l'ATAC subit une profonde transformation. L'ATAC ne conserve que la propriété des moyens de transport, des installations de tram et de trolleybus, mais a cédé la gestion de l'exercice commercial du réseau à des sociétés concessionnaires extérieures. La plus grande partie des lignes de la capitale italienne a été reprise par la société Trambus (it), filiale d'ATAC. Seules quelques lignes périphériques ont été concédées à des sociétés tierces.
En 2006, ATAC abandonne son ancien siège social de via Volturno et devient l'Office pour la Mobilité de la Commune de Rome, englobant la société STA, qui gérait les parking payants de Rome. Désormais l'ATAC s'occupe de la mobilité des habitants, de la gestion du stationnement des feux rouges et des couloirs réservés dans les rues et avenues de la capitale.
La gestion du service de transport public par autobus, tramway et trolleybus (remis en service en 2005) en surface, est de la compétence de la société Trambus (it), contrôlée à 100 % par la Commune de Rome et par la société Tevere Tpl pour les lignes périphériques (filiale d'entreprises privées SITA SpA, APM (Perugia) et Cotri). Les lignes de métro, A et B) ainsi que les voies ferrées concédées de la Région Latium, c'est-à-dire les lignes Rome-Pantano, Rome-Civita Castellana-Viterbo et Rome-Ostie, sont gérées par la société Met.Ro., contrôlée à 95 % par la Commune de Rome.
Le 1er janvier 2010, ATAC, Met.Ro, et Trambus fusionnent au sein de la nouvelle entité Azienda Tramvie ed Autobus del Comune di Roma - ATAC.

## Le parc véhicules
Au 31 décembre 2021, l'ATAC disposait de :
- 2 030 autobus
- 154 tramways
- 75 trolleybus
- 92 rames de métro

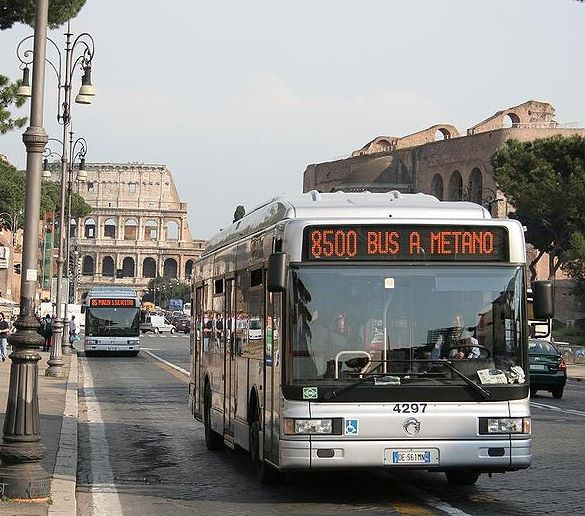
Irisbus Cityclass ATAC 4297 dans les rues de Rome

- 62 trains pour les dessertes régionales

## Tarifs
Cette section ne s'appuie pas, ou pas assez, sur des sources secondaires ou tertiaires indépendantes du sujet.

Pour l'améliorer, ajoutez-en, ou placez des modèles {{Source secondaire souhaitée}} ou {{Source secondaire nécessaire}} sur les passages mal sourcés. (août 2023)
L'ATAC met à la disposition des usagers deux systèmes de paiement : le billet et l'abonnement, valables pour utiliser quelque moyen de transport public que ce soit, autobus, autocar sur les lignes extérieures gérées par COTRAL, trolleybus, tram, métro, trains régionaux ATAC ou autres de la Région, trains Trenitalia à l'intérieur du territoire de la Commune de Rome.
| Billet                              | Coût    | Validité        | Notes                                                                 |
| BIT (Billet normal)                 | 1,50 €  | 100 min.        | -                                                                     |
| ROMA 24H Ticket (Billet journalier) | 7,00 €  | Un jour complet | Depuis l'oblitération jusqu'à minuit le jour même. Trajets illimités. |
| ROMA 48H Ticket (Billet 2 jours)    | 12,50 € | 2 jours         | Depuis l'oblitération jusqu'au lendemain minuit. Trajets illimités.   |
| ROMA 72H Ticket (Billet 3 jours)    | 18,00 € | 3 jours         | Depuis l'oblitération jusqu'au 3ème jour minuit. Trajets illimités.   |
| CIS (Carte hebdomadaire)            | 24,00 € | 7 jours         | Depuis l'oblitération jusqu'à 24h00 du 7e jour. Ticket non cessible.  |

Pour l'abonnement, il est aussi possible de demander dans les distributeurs ATAC, la Metrebus Card, carte rechargeable en fin de validité de l'abonnement. Des réductions sont accordées aux abonnés.
| Abonnements       | Coût     | Validité | Notes        |
| Mensuel personnel | 35,00 €  | Un mois  | Non cessible |
| Mensuel anonyme   | 53,00 €  | Un mois  | Cessible     |
| Annuel Roma       | 250,00 € | Un an    | -            |

Pour plus d'informations, consulter la page du site ATAC.